# Provinciál
Provinciál je v římskokatolické církvi titul pro nejvyššího představeného mužského řeholního řádu na konkrétním území (v řádové provincii). Provinciál je zodpovědný generálnímu řádovému představenému; (generální představený zpravidla sídlí v Římě).
Provinciál má ku pomoci širší vedení provincie – u kapucínů např. provinčního vikáře, u dominikánů provinčního syndika. Z hlediska církevního práva, podobně jako například opat nebo provinční představená ženského řádu, je vyšším řeholním představeným. Pokud je řehole kněžská, papežského práva (v České republice kromě milosrdných bratří skoro všechny), pak je provinciál zároveň ordinářem.

## Provinciálové řádů působících v ČR
- Augustiniáni – P. Juan Provecho, OSA
- Řád bratří kazatelů – P. Lukáš Fošum OP
- Františkáni – Br. Jakub František Sadílek, OFM
- Jezuité – P. Petr Přádka, SJ
- Kapucíni – P. Vojtěch Dvouletý
- Milosrdní bratři – Fr. Martin Macek, OH
- Minorité – P. Bogdan Sikora, OFMConv.
- Redemptoristé – P. Josef Michalčík, CSsR
- Salesiáni Dona Bosca – P. Petr Vaculík, SDB